# Unity Arena
Unity Arena, tidligere kendt som Telenor Arena og Fornebu Arena er et indendørs fodboldstadion og multiarena beliggende på Fornebu i Bærum, ca. 8 km. vest for Oslo i Norge. Stadionet er hjemmebane for Stabæk Fotball og blev indviet i 2009. Det har plads til 15.000 tilskuere ved fodboldkampe og 25.000 ved koncerter. Telenor har købt navnerettighederne til arenaen frem til 2018.
Eurovision Song Contest 2010 blev afholdt i Telenor Arena.